# Like Someone in Love
Like Someone in Love (с англ. — «Как кто-то, кто влюблён») — двенадцатый студийный альбом американской джазовой певицы Эллы Фицджеральд, выпущенный на студии Verve Records в 1957 году. Во время записи композиций Фицджеральд аккомпанировал оркестр Фрэнка Деволя.

## Список композиций
| №                   | Название                     | Текст песни               | Музыка              | Длительность |
| ------------------- | ---------------------------- | ------------------------- | ------------------- | ------------ |
| 1.                  | «There’s a Lull in My Life»  | Мэк Гордон                | Гарри Ревель        | 3:23         |
| 2.                  | «More Than You Know»         | Эдвард Элиску, Билли Роуз | Винсент Юманс       | 3:14         |
| 3.                  | «What Will I Tell My Heart?» | Джек Лоуренс              | Ирвинг Гордон       | 3:27         |
| 4.                  | «I Never Had a Chance»       | Ирвинг Берлин             | Ирвинг Берлин       | 2:44         |
| 5.                  | «Close Your Eyes»            | Бернис Петкир             | Бернис Петкир       | 2:54         |
| 6.                  | «We’ll Be Together Again»    | Фрэнки Лэйн               | Карл Т. Фишер       | 3:18         |
| 7.                  | «Then I’ll Be Tired Of You»  | Ип Харбург                | Артур Шварц         | 3:10         |
| 8.                  | «Like Someone in Love»       | Джонни Берк               | Джимми Ван Хьюзен   | 3:07         |
| Общая длительность: | Общая длительность:          | Общая длительность:       | Общая длительность: | 25:17        |

| №                   | Название                           | Текст песни         | Музыка                      | Длительность |
| ------------------- | ---------------------------------- | ------------------- | --------------------------- | ------------ |
| 9.                  | «Midnight Sun»                     | Джонни Мёрсер       | Лайонел Хэмптон, Сонни Бёрк | 3:54         |
| 10.                 | «I Thought About You»              | Джонни Мёрсер       | Джимми Ван Хейзен           | 2:51         |
| 11.                 | «You’re Blasé»                     | Орд Гамильтон       | Брюс Сивир                  | 3:55         |
| 12.                 | «Night Wind»                       | Боб Ротберг         | Лью Поллак                  | 3:16         |
| 13.                 | «What’s New?»                      | Джонни Бёрк         | Боб Хаггарт                 | 3:04         |
| 14.                 | «Hurry Home»                       | Бадди Берньер       | Джозеф Мейер                | 4:37         |
| 15.                 | «How Long Has This Been Going On?» | Айра Гершвин        | Джордж Гершвин              | 5:48         |
| Общая длительность: | Общая длительность:                | Общая длительность: | Общая длительность:         | 27:25        |

В 1991 году Verve Records перевыпустила альбом в виде двухдискового издания под студийным номером Verve 314—511 524-2, в обновлённую версию вошло несколько бонус-треков.
| №                   | Название                   | Текст песни         | Музыка              | Длительность |
| ------------------- | -------------------------- | ------------------- | ------------------- | ------------ |
| 16.                 | «I’ll Never Be the Same»   | Гас Кан             | Фрэнк Синьорелли    | 4:23         |
| 17.                 | «Lost in a Fog»            | Дороти Филдс        | Джимми Макхью       | 3:59         |
| 18.                 | «Everything Happens to Me» | Мэт Деннис          | Том Эдэйр           | 3:51         |
| 19.                 | «So Rare»                  | Джерри Хёрст        | Джек Шарп           | 3:34         |
| Общая длительность: | Общая длительность:        | Общая длительность: | Общая длительность: | 15:47        |

## Участники записи
- Элла Фицджеральд — вокал.
- Фрэнк Деволь — аранжировка, дирижирование.
- Стэн Гетц — саксофон.
- Тэд Нэш — саксофон.